# Enrico di Prussia
Enrico di Prussia (Albert Wilhelm Heinrich von Preußen) (Potsdam, 14 agosto 1862 - Eckernförde, 20 aprile 1929) fu Principe di Prussia e della Germania Imperiale, oltre che Grande ammiraglio della Marina imperiale tedesca, partecipando attivamente nella Prima guerra mondiale.

## Biografia

### Giovinezza

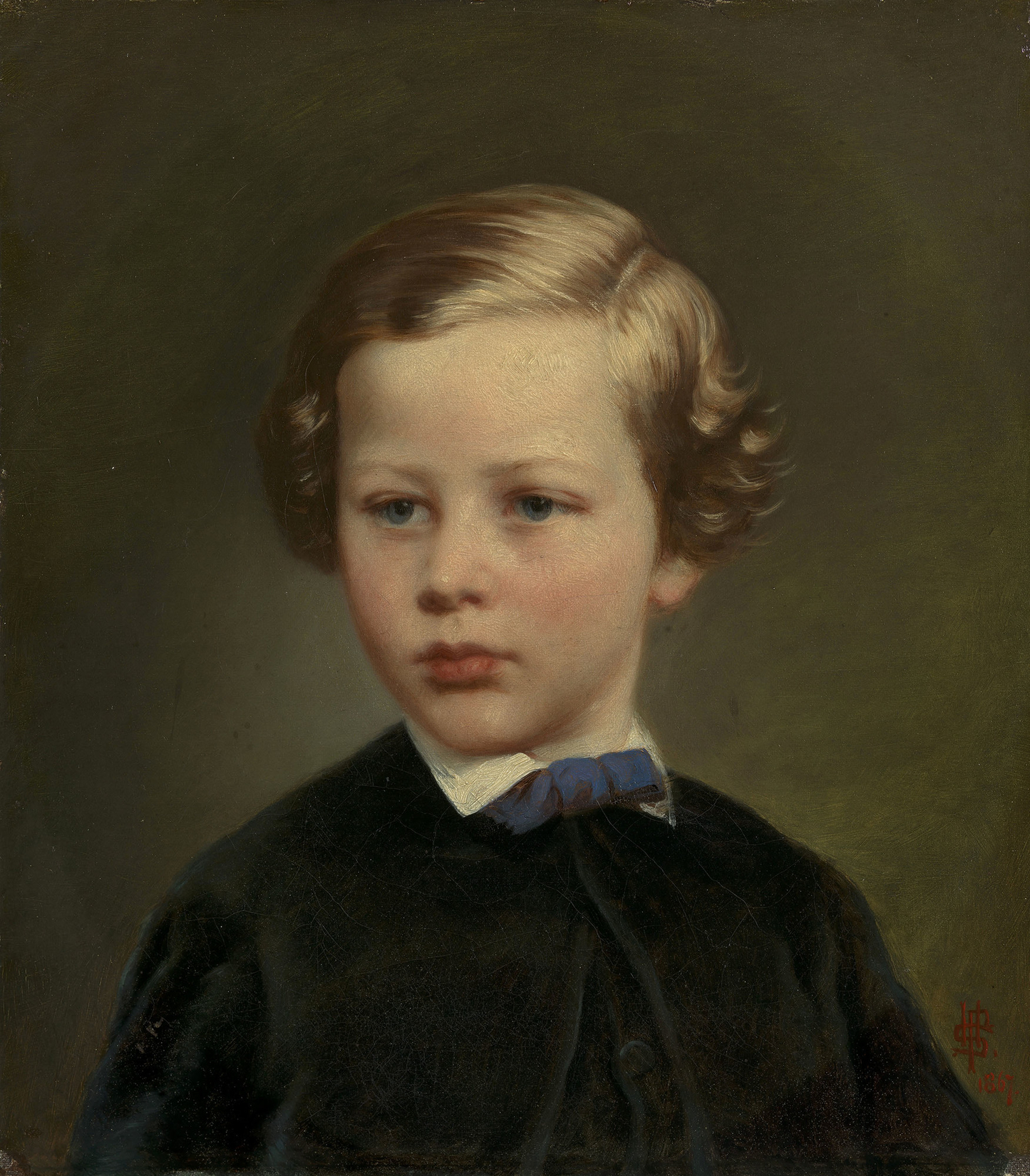
Ritratto di Enrico di Prussia.

Enrico nacque il 14 agosto 1862 a Potsdam, terzogenito di Federico III di Germania e della moglie, Vittoria di Gran Bretagna; apparteneva alla dinastia degli Hohenzollern, discendendo però anche dalle case reali del Regno Unito, Hannover e Russia. Aveva tre fratelli, Guglielmo, Sigismondo e Valdemaro, e quattro sorelle, Carlotta, Vittoria, Sofia e Margherita.

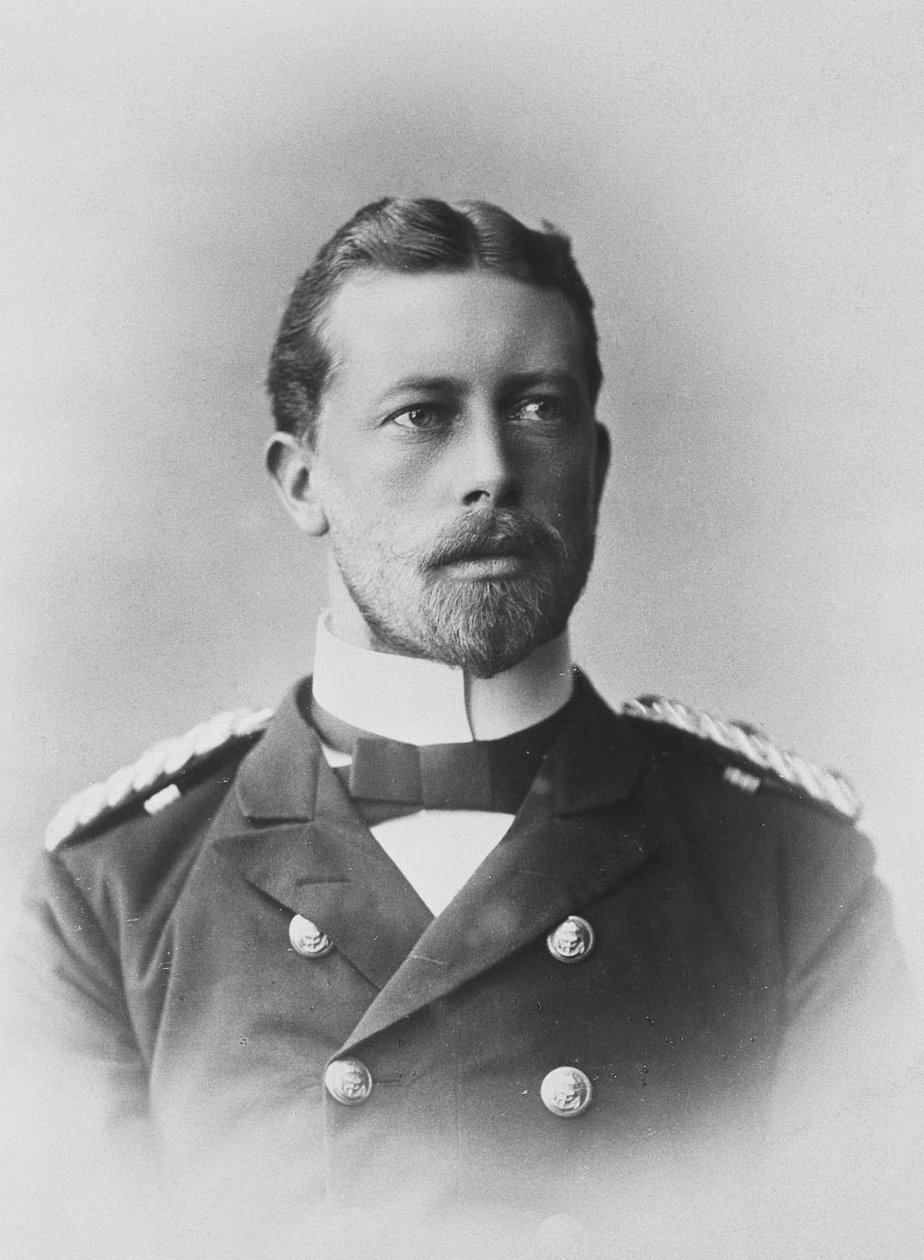
Enrico in uniforme della Marina.

Da bambino, Heinrich, tedesco di Enrico, aveva difficoltà a soddisfare le elevate richieste della madre; come suo fratello Guglielmo e sua sorella Carlotta, aveva un pessimo rapporto con i genitori. L'Imperatrice Vittoria scrisse a questo proposito in una lettera a sua madre, la regina Vittoria: "È terribilmente arretrato in tutto ... è irrimediabilmente pigro - noioso e lento nelle sue lezioni scolastiche". Il Principe Enrico frequentò il liceo di Kassel che lasciò nel 1877, conseguendo il diploma di scuola media.. L'entusiasmo di Enrico per la marina fu incoraggiato fin dalla tenera età. Nel parco del Neues Palais fu eretto un albero maestro con vele e scale di corda, dove il principe poté esercitarsi e fu addestrato da un marinaio. Frequentò infatti la scuola navale di Kiel, fece l'esame da cadetto di mare, un viaggio di due anni intorno al mondo dal 1878 al 1880 e poi l'esame da ufficiale di mare nel 1880, che superò con un "buon" voto. Frequentò l'Accademia navale di Kiel.
In merito al viaggio che fece, che faceva parte del suo addestramento per diventare ufficiale di marina, Enrico lasciò Kiel con altri cadetti il 15 ottobre 1878 a bordo della corvetta "Prinz Adalbert" e arrivò a Yokohama, Giappone, il 23 maggio 1879. Il soggiorno in Giappone durò quasi un anno e comportò viaggi in nave e via terra a Hokkaido, Hyogo, Osaka e Kyoto, oltre naturalmente a numerosi ricevimenti. Il principe Enrico e i suoi compagni festeggiarono il Natale con i connazionali tedeschi a Nagasaki, sull'isola di Deshima.

### Matrimonio

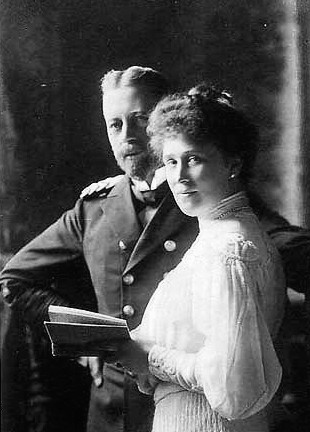
Enrico ed Irene d'Assia.

Il 28 maggio 1888, Enrico di Prussia sposò Irene d'Assia e del Reno, sua prima cugina in quanto nipote della regina Vittoria e figlia di Alice di Sassonia-Coburgo-Gotha. Dall'unione nacquero tre figli:
- Valdemaro (1889 - 1945)
- Sigismondo (1896 - 1978)
- Enrico (1900 - 1904)

### Carriera

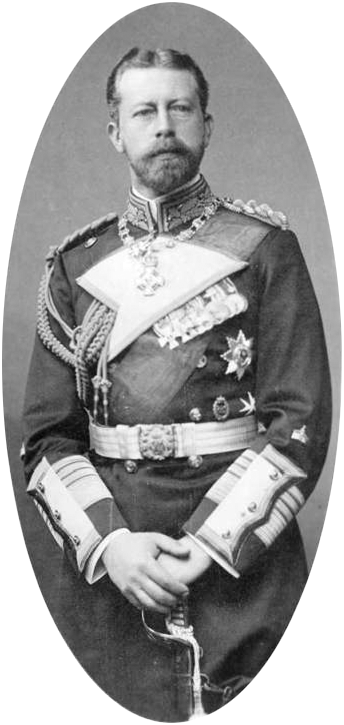
Principe Enrico nel 1913.

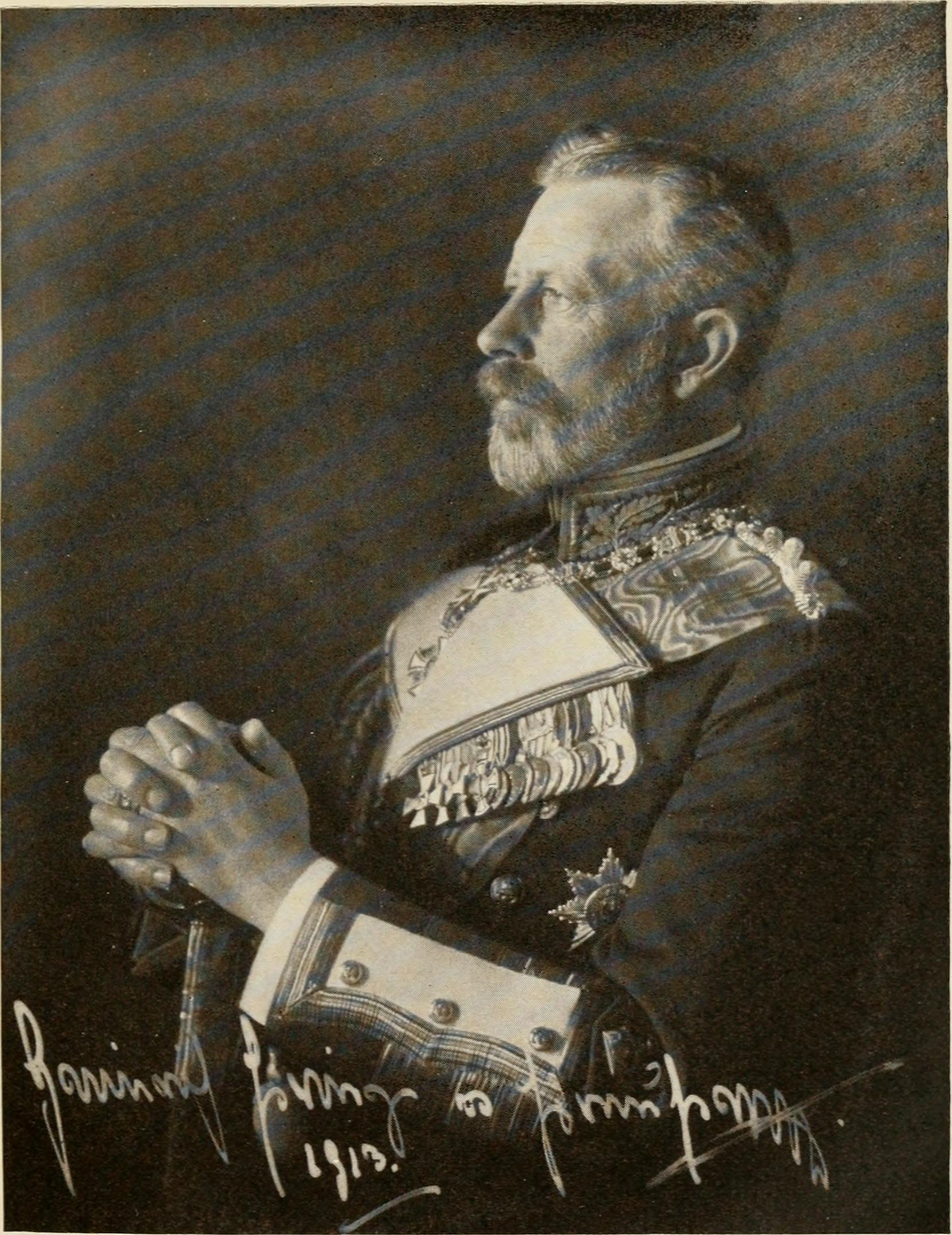
Fotografia di Enrico di Prussia.

Ritornato in patria a seguito del suo tour mondiale, il principe Enrico si trasferì nel Castello di Kiel, dove visse anche con la moglie, Irene d'Assia e del Reno; in occasione del loro matrimonio, la città di Kiel regalò alla coppia la fontana Kilia, che si trovava nel cortile della residenza. Heinrich comandò diverse navi da guerra, tra cui una torpediniera e la 1ª Divisione Torpedo Boat nel 1887, lo SMY Hohenzollern nel 1888, l'incrociatore II. Classe Irene nel tra il 1889 ed il 1890, la nave corazzata costiera Beowulf nel 1892, la nave corazzata Sachsen fino al 1894 e poi l'odierna Wörth fino al settembre 1895. Dal 1897 in poi, Enrico fu il capo di diverse unità navali, tra cui la 2ª Divisione dello Squadrone Incrociatori, che fu istituita alla fine del 1897 e inviata in Asia orientale, che Enrico seguì, per fornire rinforzi dopo l'Occupazione del porto di Tsingtau e i disordini in Cina. Nel 1899 assunse il Comando dell'intero squadrone tedesco dell'Asia orientale. Nel 1900 il principe guidò le unità navali tedesche in Cina in seguito alla cosiddetta Rivolta dei Boxer, con l'ordine esplicito del fratello, Kaiser Guglielmo II, di schiacciare i cinesi. Promosso Ammiraglio nel 1901, Enrico tornò a dirigere la stazione navale del Mar Baltico a Kiel nel 1903. Tre anni dopo fu nominato Capo della flotta d'alto mare, un incarico che Henry ricoprì fino al 1909, quando i litigi con l'ammiraglio Alfred von Tirpitz sulla strategia navale costrinsero Guglielmo II a scegliere tra i due; il principe Enrico venne promosso Grande Ammiraglio e gli fu conferito il titolo ampiamente onorifico di Ispettore generale della Marina imperiale.

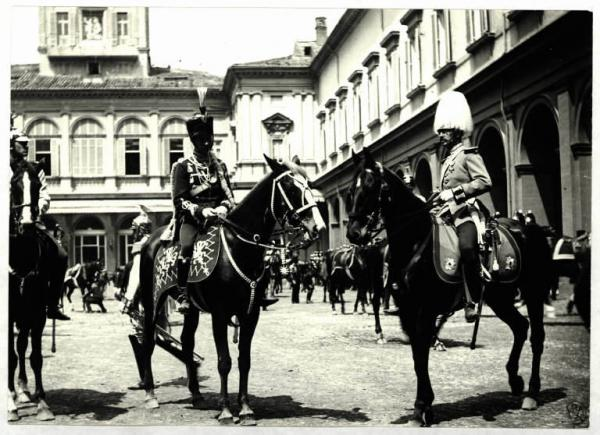
Enrico al Quirinale per le nozze d'argento di Umberto I e della regina Margherita di Savoia, 1893.

Nel 1899 visitò nuovamente il Giappone a bordo delle navi "Deutschland" e "Gefion". Il 29 giugno la delegazione tedesca giunse a Yokohama e fu ricevuta dal principe Kan'in, giunto a Kiel nel 1900 per la prima visita ufficiale dal Giappone. Durante il suo soggiorno a Tokyo, il principe Enrico alloggiò nel Palazzo Shiba, la residenza degli ospiti imperiali. Enrico approfittò della visita per intraprendere diversi tour turistici, tra cui Nikko, Kyoto, Nara e Otsu, e il 12 luglio 1899 fece una visita ufficiale a Kōbe. Il 23 luglio 1899 la delegazione proseguì per Tsingtau. Il 30 luglio 1912 morì l'imperatore Meiji Mutsuhito e le cerimonie funebri ufficiali si svolsero a settembre. Il principe Enrico prese parte alle celebrazioni in qualità di rappresentante dell'Impero tedesco, giungendo a Tokyo l'11 settembre 1912.

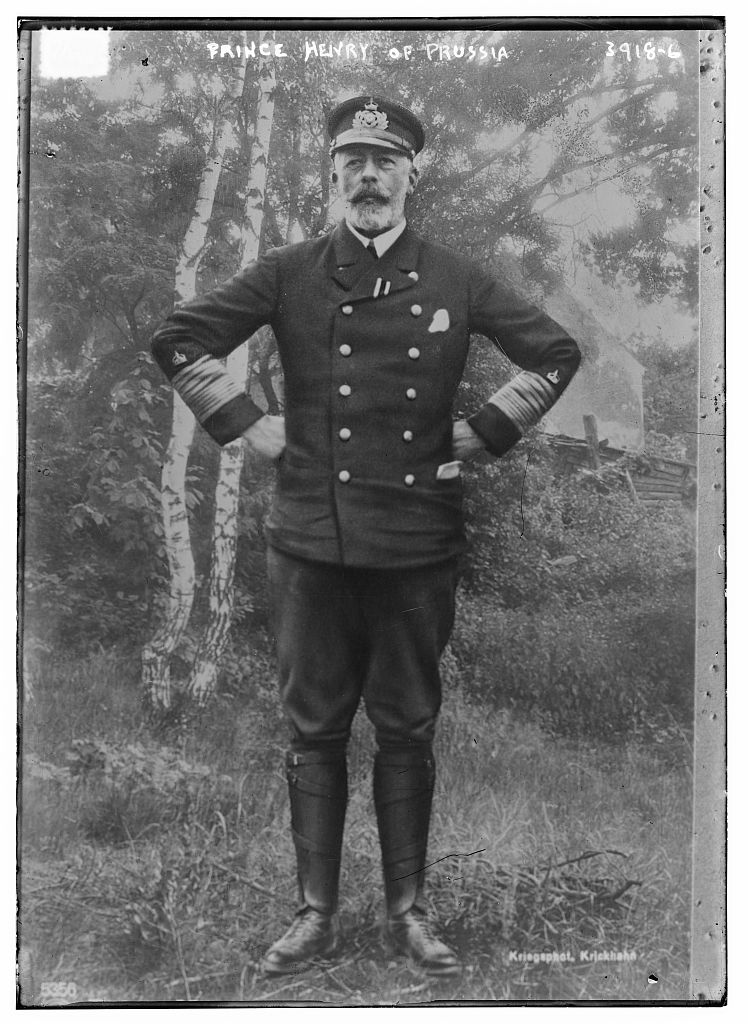
Il Principe Enrico nel 1915 circa.

Allo scoppio della Prima guerra mondiale, Enrico venne nominato Comandante in capo delle Forze navale baltiche, una carica creata ex novo all'inizio del conflitto. Nonostante i mezzi a sua disposizione fossero obsoleti e di gran lunga inferiori a quelli della flotta russa del Baltico, riuscì a costringere la Marina imperiale russa in gran parte alla difensiva fino alla Rivoluzione, scoppiata nel 1917, e ad impedire loro di attaccare le coste tedesche. Dopo la fine dei combattimenti con l'Impero russo, il suo compito non fu più necessario ed il Principe si ritirò di fatto dal servizio attivo. Con la fine della guerra e la Rivoluzione di novembre, Heinrich abbandonò la marina. Si oppose apertamente alla Rivoluzione del 1918, ma temeva per il benessere della sua famiglia e fuggì da Kiel con loro a bordo della sua auto. Dopo la guerra, il principe Enrico mantenne le tradizioni e i legami con la marina, divenne un appassionato pilota e automobilista e fu uno dei pochi Hohenzollern a cui fu concesso di rimanere sul suolo tedesco.

### Morte
Enrico di Prussia morì a Eckernförde, il 20 aprile 1929 di cancro alla gola, stessa malattia che aveva portato alla morte del padre Federico, nel 1888.

## Personalità

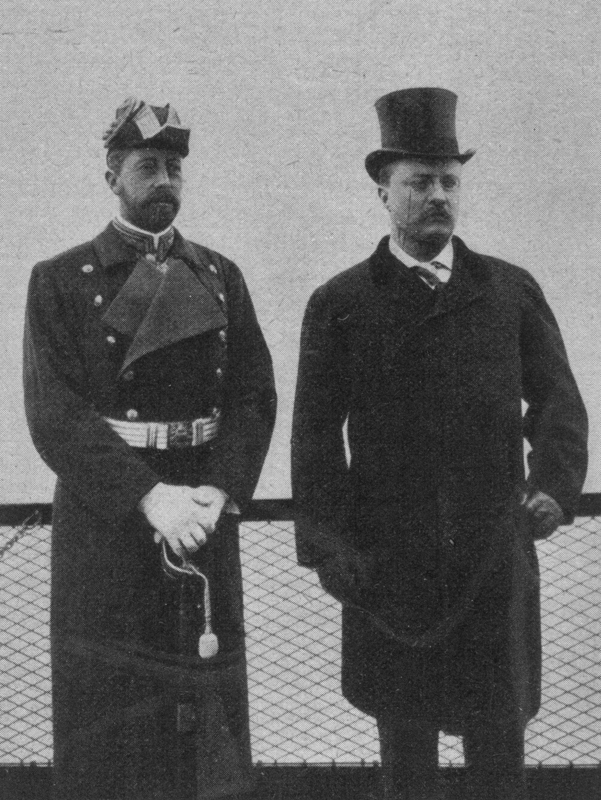
Enrico e Theodore Roosevelt.

In quanto ufficiale di marina, Enrico aveva una professione che lo soddisfaceva completamente e che amava. Era un vero pragmatico. Ricevette uno dei primi brevetti di pilota in Germania e fu giudicato un marinaio vivace ed eccellente. Era un appassionato di tecnologia moderna e seppe comprendere rapidamente il valore pratico delle innovazioni tecniche. Appassionato di vela, il principe Enrico divenne uno dei primi soci dello Yacht Club di Kiel, fondato da un gruppo di ufficiali della marina nel 1887, e ne divenne rapidamente il patrono. Henry era interessato anche alle automobili e presumibilmente inventò il tergicristallo e, secondo altre fonti, il clacson. In suo onore, nel 1908 fu istituito il Prinz-Heinrich-Fahrt (Giro del principe Enrico), che, come il precedente Kaiserpreis, preludeva al Gran Premio di Germania. Enrico e suo fratello Guglielmo diedero il patrocinio al Kaiserlicher Automobilclub (Club automobilistico imperiale). Henry fu anche uno dei primi sostenitori dell'introduzione di sottomarini e aeroplani. Fece trasformare un piroscafo in una primitiva portaerei per le operazioni nel Mar Baltico.

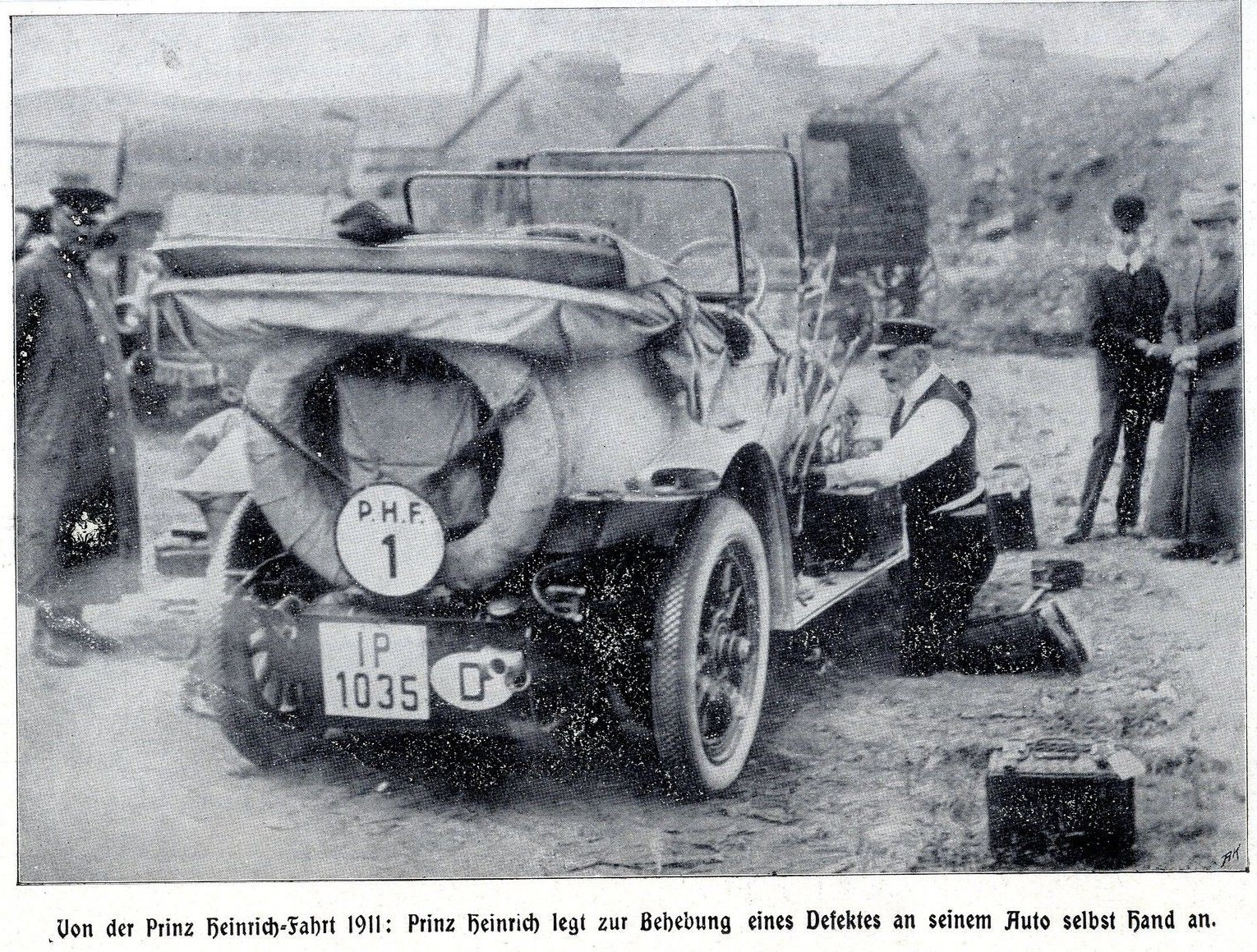
Il Principe Enrico di Prussia che ripara un'auto nel 1911.

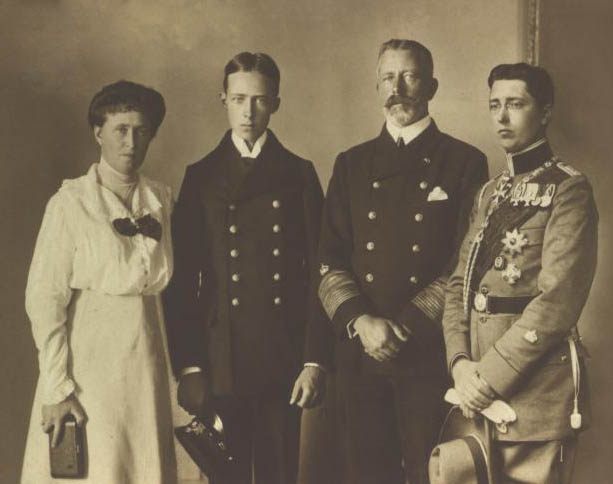
Il Principe Enrico e famiglia.

Enrico aveva poco in comune con il fratello, Kaiser Guglielmo II: ad esempio, non aveva la natura imprevedibile e l'egocentrismo del sovrano tedesco. Il principe Enrico era molto popolare nella Germania settentrionale e, grazie al suo comportamento umile e aperto, era amato da coloro che erano sotto il suo comando. Nei viaggi all'estero si dimostrò un buon diplomatico e, a differenza del fratello, riuscì a trovare il tono giusto. Così, durante il suo viaggio negli Stati Uniti nel 1902, Henry fece una buona impressione sulla critica stampa americana e riuscì a conquistare la simpatia di non solo la numerosa fascia tedesco-americana della popolazione. Dal 1898 fino alla sua morte nel 1929, il principe Heinrich fu il protettore dell'Associazione navale tedesca, l'associazione nazionale di propaganda con il maggior numero di membri nell'Impero tedesco. Aveva assunto questa carica su richiesta del fratello, come se fosse il suo vice, senza mostrare molto interesse per il club stesso.

## Discendenza
Dal matrimonio con Irene nacquero tre figli:
- Valdemaro (20 marzo 1889 - 2 maggio 1945), sposò la principessa Callista di Lippe-Biesterfeld, non ebbero figli.
- Sigismondo (27 novembre 1896 - 14 novembre 1978), sposò la principessa Carlotta di Sassonia-Altenburg, ebbero figli.
- Enrico (9 gennaio 1900 - 26 febbraio 1904), era emofiliaco e morì all'età di quattro anni per un colpo alla testa.

## Al cinema
Heinrich di Prussia appare, accanto al Presidente Theodore Roosevelt nel documentario Arrival of Prince Henry (of Prussia) and President Roosevelt at Shooter's Island prodotto dall'Edison Manufacturing Company nel 1902.

## Onorificenze

### Titoli e gradi militari stranieri
- Ammiraglio onorario della flotta della Royal Navy, 27 gennaio 1910[40]
- Grande Ammiraglio della Marina austro-ungarico, 9 ottobre 1916[41]

## Ascendenza
|                                    |                                     |                                                 | Genitori                                        |  |  | Nonni |  |  | Bisnonni                          |  |  | Trisnonni                        |  |
|                                    |                                     |                                                 |                                                 |  |  |       |  |  | Federico Guglielmo III di Prussia |  |  | Federico Guglielmo II di Prussia |  |
|                                    |                                     |                                                 |                                                 |  |  |       |  |  | Federico Guglielmo III di Prussia |  |  | Federico Guglielmo II di Prussia |  |
|                                    |                                     | Federica Luisa d'Assia-Darmstadt                |                                                 |  |  |       |  |  | Federico Guglielmo III di Prussia |  |  |                                  |  |
| Guglielmo I di Germania            |                                     |                                                 |                                                 |  |  |       |  |  | Federico Guglielmo III di Prussia |  |  |                                  |  |
|                                    |                                     | Luisa di Meclemburgo-Strelitz                   | Carlo II di Meclemburgo-Strelitz                |  |  |       |  |  |                                   |  |  |                                  |  |
|                                    |                                     | Luisa di Meclemburgo-Strelitz                   | Carlo II di Meclemburgo-Strelitz                |  |  |       |  |  |                                   |  |  |                                  |  |
|                                    |                                     | Luisa di Meclemburgo-Strelitz                   | Federica Carolina Luisa d'Assia-Darmstadt       |  |  |       |  |  |                                   |  |  |                                  |  |
| Federico III di Germania           |                                     | Luisa di Meclemburgo-Strelitz                   |                                                 |  |  |       |  |  |                                   |  |  |                                  |  |
|                                    |                                     | Carlo Federico di Sassonia-Weimar-Eisenach      | Carlo Augusto di Sassonia-Weimar-Eisenach       |  |  |       |  |  |                                   |  |  |                                  |  |
|                                    |                                     | Carlo Federico di Sassonia-Weimar-Eisenach      | Carlo Augusto di Sassonia-Weimar-Eisenach       |  |  |       |  |  |                                   |  |  |                                  |  |
|                                    |                                     | Carlo Federico di Sassonia-Weimar-Eisenach      | Luisa Augusta d'Assia-Darmstadt                 |  |  |       |  |  |                                   |  |  |                                  |  |
| Augusta di Sassonia-Weimar         |                                     | Carlo Federico di Sassonia-Weimar-Eisenach      |                                                 |  |  |       |  |  |                                   |  |  |                                  |  |
|                                    |                                     | Marija Pavlovna Romanova                        | Paolo I di Russia                               |  |  |       |  |  |                                   |  |  |                                  |  |
|                                    |                                     | Marija Pavlovna Romanova                        | Paolo I di Russia                               |  |  |       |  |  |                                   |  |  |                                  |  |
|                                    |                                     | Marija Pavlovna Romanova                        | Sofia Dorotea di Württemberg                    |  |  |       |  |  |                                   |  |  |                                  |  |
| Enrico di Prussia                  |                                     | Marija Pavlovna Romanova                        |                                                 |  |  |       |  |  |                                   |  |  |                                  |  |
|                                    | Ernesto I di Sassonia-Coburgo-Gotha | Francesco Federico di Sassonia-Coburgo-Saalfeld |                                                 |  |  |       |  |  |                                   |  |  |                                  |  |
|                                    | Ernesto I di Sassonia-Coburgo-Gotha | Francesco Federico di Sassonia-Coburgo-Saalfeld |                                                 |  |  |       |  |  |                                   |  |  |                                  |  |
|                                    | Ernesto I di Sassonia-Coburgo-Gotha | Augusta di Reuss-Ebersdorf                      |                                                 |  |  |       |  |  |                                   |  |  |                                  |  |
| Alberto di Sassonia-Coburgo-Gotha  | Ernesto I di Sassonia-Coburgo-Gotha |                                                 |                                                 |  |  |       |  |  |                                   |  |  |                                  |  |
|                                    |                                     | Luisa di Sassonia-Gotha-Altenburg               | Augusto di Sassonia-Gotha-Altenburg             |  |  |       |  |  |                                   |  |  |                                  |  |
|                                    |                                     | Luisa di Sassonia-Gotha-Altenburg               | Augusto di Sassonia-Gotha-Altenburg             |  |  |       |  |  |                                   |  |  |                                  |  |
|                                    |                                     | Luisa di Sassonia-Gotha-Altenburg               | Luisa Carlotta di Meclemburgo-Schwerin          |  |  |       |  |  |                                   |  |  |                                  |  |
| Vittoria di Sassonia-Coburgo-Gotha |                                     | Luisa di Sassonia-Gotha-Altenburg               |                                                 |  |  |       |  |  |                                   |  |  |                                  |  |
|                                    |                                     | Edoardo Augusto di Hannover                     | Giorgio III del Regno Unito                     |  |  |       |  |  |                                   |  |  |                                  |  |
|                                    |                                     | Edoardo Augusto di Hannover                     | Giorgio III del Regno Unito                     |  |  |       |  |  |                                   |  |  |                                  |  |
|                                    |                                     | Edoardo Augusto di Hannover                     | Carlotta di Meclemburgo-Strelitz                |  |  |       |  |  |                                   |  |  |                                  |  |
| Vittoria del Regno Unito           |                                     | Edoardo Augusto di Hannover                     |                                                 |  |  |       |  |  |                                   |  |  |                                  |  |
|                                    |                                     | Vittoria di Sassonia-Coburgo-Saalfeld           | Francesco Federico di Sassonia-Coburgo-Saalfeld |  |  |       |  |  |                                   |  |  |                                  |  |
|                                    |                                     | Vittoria di Sassonia-Coburgo-Saalfeld           | Francesco Federico di Sassonia-Coburgo-Saalfeld |  |  |       |  |  |                                   |  |  |                                  |  |
|                                    |                                     | Vittoria di Sassonia-Coburgo-Saalfeld           | Augusta di Reuss-Ebersdorf                      |  |  |       |  |  |                                   |  |  |                                  |  |
|                                    |                                     | Vittoria di Sassonia-Coburgo-Saalfeld           |                                                 |  |  |       |  |  |                                   |  |  |                                  |  |